# Republikanske parti (USA)
 For alternative betydninger, se Republikanske parti (flertydig). (Se også artikler, som begynder med Republikanske parti)
Det Republikanske Parti (i daglig tale Republikanerne), også almindeligvis kaldet GOP ("Grand Old Party"), er USA's konservative parti. Partiet er et af de to store politiske partier i USA, hvor det Det Demokratiske Parti – som både historisk og aktuelt er republikanernes primære politiske modstandere – er det andet store politiske parti i USA. Tilsammen udgør de to partier, hvad der i praksis beskrives som et topartisystem, omend USA officielt har et flerpartisystem.
Som direkte konsekvens af at man i USA i praksis har et topartisystem, rummer de to partier flere interne grupperinger af medlemmer og politikere, som delvist har forskellige politiske holdninger og synspunkter, til trods for alle disse interne grupperinger overordnet repræsenterer samme parti. Dette gør sig også gældende for Det Republikanske Parti, som både rummer interne grupperinger, såsom Tea Party-bevægelsen, libertarianske republikaner, grønne konservative, den religiøse højrefløj, nationalistiske republikanere m.fl. Selvom Det Republikanske Parti i dag indeholder forskellige retninger af amerikansk konservatisme, er partiet generelt karakteriseret ved at støtte republikanisme, amerikanske traditioner, begrænset statskontrol/-styring, kristne værdier, moralsk universalisme, virksomhedsvenlig politik, opposition til fagforeninger, fuldkommen individualisme, stærkt nationalt forsvar, frihandel, protektionisme, anti-kommunisme, amerikansk exceptionelisme samt et forsvar af traditionel/vestlig kultur mod kommunisme, socialisme og moralsk relativisme. Konkret vil republikanske politikere således generelt være mere tilbøjelige til at støtte lavere skatter, fri markedskapitalisme, øget militærforbrug, deregulering, sikring af våbenrettigheder samt restriktioner på immigration, abort og fagforeninger. "Amerikansk konservatisme" bliver i nogen grad set som en kontrast til eksempelvis "europæisk konservatisme", hvilket afstedkommer, at ordet "konservatisme" i USA oftest har en anden forståelse end i Europa og Asien. Konkret var den amerikanske uafhængighedskrig eksempelvis en reaktion på, herunder en afvisning af, de centrale idealer for europæisk konservatisme; aristokrati, monarki, etablerede kirker samt et magtfuldt militær.

## Historie
De republikanske idéer kan spores tilbage til forfatningskonventet i 1787, hvor USA's forfatning blev udformet. Partiet blev dog først grundlagt i 1854 af resterne af Whigpartiet, som i 1850'erne var lammet af spørgsmålet om slaveriets spredning til de nye vestlige stater. Således var de i opposition til slaveriet, som var Det Republikanske Partis primære mærkesag fra partiets begyndelse, ligesom partiet støttede klassisk liberalisme samt økonomiske reformer.

### Partiets begyndelse
Det Republikanske Parti blev grundlagt som modreaktion og opposition til den såkaldte "Kansas–Nebraska Act", som blev vedtaget og underskrevet af præsidenten, Franklin Pierce, i 1854. Denne lov tillod, at slaveri kunne blive videreført til de nye vestlige territorier – mere specifikt til Kansas og Nebraska – hvilket stod i kontrast til en tidligere gennemført lov, nemlig det såkaldte Missourikompromiset. Missourikompromiset forbød slaveri nord for 36°30′-parallel, dog med undtage af delstaten Missouri. Da begge delstaterne, Kansas og Nebraska, lå nord for den 36°30′-parallel, var Kansas–Nebraska Act en implicit ophævelse af Missourikompromiset. Den nye lov og den underliggende ændring i politikken mht. slaveri blev betragtet – af de frie delstater i norden, der var modstandere af slaveri – som en aggressiv og ekspansionistisk manøvre af det slaveejende sydstater.
Modstanden mod loven motiverede gradvist folk i nordstaterne, hvilket ledte til dannelsen af et ny bevægelse. Denne bevægelse startede som en koalition mellem folk fra en gruppering af Whigpartiet's, som var meget kritiske i forhold til slaveri – de såkaldte "Conscience Whigs" – samt folk fra et nyetableret parti ved navn Free Soil Party. Denne, såkaldte "Anti-Nebraska bevægelse", afholdte sit første møde d. 20. marts 1854 i Ripon, Wisconsin, hvor "Det Republikanske Parti" blev forslået, som navnet på dette nye anti-slaveri parti.
Det nye republikanske parti havde visioner om at modernisere USA, herunder udvide banksektoren og etablere flere jernbaner og fabrikker. Desuden ønskede partiet at give nye vestlige territorier til landmænd ("gratis ljord"), i modsætning til at lade slaveejere opkøbe den bedste landbrugsjord. Partiet argumenterede for, at arbejdsmarkedet under det frie marked var overlegen sammenliget med slaveri, ligesom det var grundlaget for borgerlig dyd og ægte republikanisme: dette "fri jord, fri arbejdskraft, frie mænd"-ideologien.
Den 6. november 1860 blev partiets kandidat, Abraham Lincoln, valgt som præsident, en begivenhed, som var medvirkende til udbruddet af Den Amerikanske Borgerkrig i 1861. Unionen – anført af præsident Lincoln – sejrede i 1865, hvilket medførte at slaveriet blev ophævet i hele USA. I tiden efter Den Amerikanske Borgerkrig bestod partiets koalition af vælgere hovedsageligt af industri-, handels- og finansinteresser i de nordøstlige delstater, samt af farmere i de norlige- og vestlige delstater.
Det politiske grundlag fornyedes af Theodore Roosevelt, som efter 1900 tiltrak en ny klasse af selvstændige og veluddannede funktionærer og engagerede partiet i en langsigtet udenrigspolitik. Partiet dominerede amerikansk politik næsten uafbrudt 1860-1932, hvor man vandt 14 ud af 18 valg til præsidentposten. Den væsentligste undtagelse var demokraten Woodrow Wilson, som vandt, fordi Det Republikanske Parti midlertidig splittedes af en personlig strid mellem Roosevelt og efterfølgeren, William H. Taft. Først New Deal-politikken, som 1932-52 forenede Nordstaternes arbejderbefolkning og Sydstaternes konservative demokrater, udgjorde en trussel mod den republikanske dominans. Ved valgene i 1952 og 1956 vendte republikanerne tilbage med en moderat konservatisme under ledelse af den tidligere general Dwight D. Eisenhowers vicepræsident, Richard Nixon, men tabte igen i 1960 og 1964. Eisenhowers vicepræsident, Nixon, var i stand til at bryde New-Deal-koalitionen i 1968, da han blev valgt til præsident. Han tiltrak arbejdervælgere i storbyernes forstæder og omdannede Sydstaterne til en republikanske bastion. Hans genvalg i 1972 var en reaktion mod borgerretslovgivningen og den seksuelle frigørelse i 1960'erne. Partiet svækkedes dog med Watergate-skandalen, som førte til Nixons afgang i 1974 og i 1976 til, at efterfølgeren, Gerald Ford, tabte valget.
Ronald Reagans to valg i 1980 og 1984 blev derimod en triumf for en ny og mere konservativ republikanisme. Den nye højrefløj, som havde støttet Joseph McCarthys felttog mod kommunismen i opposition til Eisenhower, allierede sig med religiøse fundamentalister og høstede frugterne i 1980, i 1984 og endelig i 1988, da George H.W. Bush blev valgt. I 1990'erne triumferede en ny generation af neokonservative kongresmedlemmer, organiseret af Newt Gingrich, kongresmedlem fra Georgia. Han sikrede partiet et flertal i Kongressen 1994-98 med krav om lov og orden, skattenedsættelser, afskaffelse af velfærdsstaten, begrænsning af adgangen til abort og hurtig eksekvering af idømt dødsstraf. Vælgernes støtte til hans ideologiske korstog mod den føderale regering aftog imidlertid hurtigt, ikke mindst fordi den demokratiske præsident, Bill Clinton, godt hjulpet af et langvarigt økonomisk opsving, gav republikanerne effektiv modstand. Ved de efterfølgende valg i 1996 og 2000 skrumpede det republikanske flertal gradvis ind.
Den republikanske højrefløj beholdt et sikkert greb om partiapparatet, men erkendte, at man også måtte appellere til midtervælgerne, hvis præsidentposten skulle genvindes. Efter George W. Bushs snævre valgsejr i 2000 overtog partiet igen regeringsansvaret i 2001 og vandt efter endnu en tæt valgkamp i 2004 en periode mere, stadig med George W. Bush som præsident. Da der blev sået tvivl om Republikanernes og Bush-regeringens kompetence efter bl.a. tilbageslag i Irak, håndteringen af orkankatastrofen Katrina i New Orleans i 2005, og flere ledende Republikaneres ulovlige forbindelser til lobbyister, gik partiet kraftigt tilbage ved midtvejsvalget i 2006 og tabte flertallet i Repræsentanternes Hus. Partiet opstillede John McCain til præsidentvalget i 2008, og Sarah Palin blev som den første Republikanske kvinde udpeget til vicepræsidentkandidat. McCain led dog nederlag til den demokratiske kandidat Barack Obama, og republikanerne mistede desuden flertallet i begge Kongressens kamre. Allerede ved midtvejsvalget i 2010 genvandt partiet flertallet i Repræsentanternes Hus og fik stærkt reduceret dets mindretal i Senatet. Republikanerne var i mellemtiden blevet radikaliseret af den stærkt konservative Tea Party-bevægelse; adskillige af de Republikanske indvalgte havde opbakning fra bevægelsen. Imidlertid rummede resultatet potentiale for splittelse i partiet mellem de radikale medlemmer og partiets hovedstrøm, som dog også havde bevæget sig til højre.
Republikanerne nominerede i 2012 forretningsmanden Mitt Romney til præsidentkandidat efter en langvarig primærvalgkampagne, hvor Romney blev udfordret af en række mere konservative politikere. Ved valget i november 2012 tabte Romney, men det lykkedes at opretholde Republikansk flertal i Repræsentanternes Hus; Demokraterne vandt to pladser i Senatet og styrkede dermed deres flertal. Det Republikanske Parti stod over for en krise da det stod klart, at det eneste vælgersegment, hvor de havde flertal, var blandt hvide mænd. Radikaliseringen havde betydet, at partiet havde særdeles store vanskeligheder ved at mønstre tilhængere blandt kvinder og ikke-hvide grupper. Problemet for partiet er alvorligt, eftersom minoritetsgrupperne vokser betydeligt hurtigere end USA's hvide befolkning.

## Ideologi og politik
Republikanerne er ideologisk en bred koalition af økonomisk konservative, værdikonservative og nogle få libertarianere. Disse grupper overlapper dog en del. Desuden indeholder partiet en neokonservativ fløj, der er udenrigspolitiske høge, men accepterer en større offentlig sektor end de øvrige republikanere.
Fælles for Republikanerne er ønsket om skattelettelser og mindre statslig indblanding i økonomiske anliggender, samt mindre føderal indblanding i delstaternes anliggender.

### Kriminalitet
Retspolitisk går partiet ind for en hård linje med fokus på straf frem for resoocialisering og er tilhængere af dødsstraf. De fleste republikanere er også modstandere af amnesti til illegale indvandrere, fordi de mener,det vil belønne kriminel adfærd.
Republikanerne er stærke tilhængere af den forfatningsbeskyttede ret til at bære våben til selvforsvar (The Second Amendment).

### Familieværdier
Hovedparten af Republikanerne er tilhængere af traditionelle familieværdier og modstandere af fri abort og vielser af homoseksuelle. Disse synspunkter står særligt stærkt blandt medlemmer af evangeliske kirker og tilhængere af kristen fundamentalisme, men siden 1980-erne er værdikonservative synspunkter i høj grad blevet mainstream i partiet. Republikanernes modstand mod abort har også ført til en skeptisk holdning til stamcelleforskning.

### Religionens rolle i samfundet
Republikanerne lægger vægt på religionsfriheden og at troende mennesker får størst mulighed for at udfolde deres tro uden indblanding fra statsmagtens side. Således er de tilhængere af lokale skolenævns mulighed for at opretholde kollektiv bøn i skolen, og give ret til undervisning i intelligent design ved siden af evolutionslæren.

### Velfærd
De fleste republikanere går ind for en vis grad af socialt sikkerhedsnet, dog mener de at private organisationer er langt bedre til at fordele velfærden end det offentlige er, hvilket også er grunden til at de billiger delstaters støtte til private velgørenheds-foreninger, både med og uden rod i religion. Dog bør det sociale sikkerhedsnet ikke misbruges, ifølge dem, og de er tilhængere af velfærdsreformen af 1996 som begrænsede valgbarheden og fik adskillige modtagere til at finde sig et job. På arbejdsmarkedet har de støttet love der sikrer en arbejder retten til ikke at melde sig ind i en fagforening. Minimumslønnen mener de heller ikke, at der skal pilles ved, da den øger arbejdsløsheden og mindsker forretningsevnen.

### Miljø
Historisk har republikanerne gennemført forskellige miljøbeskyttelseslove, herunder etablerede Theodore Roosevelt eksempelvis det amerikanske nationalparksystem. Ligeledes etablerede Richard Nixon en føderal myndighed med ansvar for miljøbeskyttelse, Environmental Protection Agency (EPA). Siden 1980'erne, under Ronald Reagan, har republikanernes position vedrørende miljøbeskyttelse ændret sig, således det i stigende grad er blevet anset som en unødig regulatorisk byrde for økonomien. Miljøet og økonomien skal, i henhold til republikanerne, således følges ad, og miljørestriktioner skal være baseret på videnskab. Derfor har hovedparten af de republikanske politikere, siden 1980'erne, i stigende grad valgt at modsige sig lovgivning, som havde til hensigt at beskytte miljøet. Nogle republikanerne har helt afvist samt forholdt sig kritisk og skeptisk overfor videnskab på området, herunder teorien om den globale opvarmning og at denne skulle være menneskeskabt.

### Udenrigspolitik og forsvar
Nationalt er republikanerne tilhængere af en stærk militærmagt til at beskytte landet mod krig og invasion. Oprindeligt var mange af medlemmerne dog imod oprettelsen af NATO, men dette billede har ændret sig i dag i takt med den internationale terrortrussel og amerikanernes erklærede krig imod den. De går ind for unilateralisme, hvilket vil sige at de forsøger så vidt muligt at løse deres udenrigspolitiske konflikter selv og ikke som sådan behøver alliancer, da USA er kendt for at have en stærk og handlekraftig hær.

## Republikanske præsidenter siden grundlæggelsen af partiet i 1854
Fra 2021 har der været i alt 19 republikanske præsidenter.
| #  | Præsident                        | Portræt         | Tiltrædelse        | Afgang             |
| -- | -------------------------------- | --------------- | ------------------ | ------------------ |
| 16 | Abraham Lincoln (1809–1865)      |                 | 4. marts 1861      | 15 april 1865      |
| 18 | Ulysses S. Grant (1822–1885)     |                 | 4. marts 1869      | 4. marts 1877      |
| 19 | Rutherford B. Hayes (1822–1893)  |                 | 4. marts 1877      | 4. marts 1881      |
| 20 | James A. Garfield (1831–1881)    |                 | 4. marts 1881      | 19. september 1881 |
| 21 | Chester A. Arthur (1829–1886)    |                 | 19. september 1881 | 4. marts 1885      |
| 23 | Benjamin Harrison (1833–1901)    |                 | March 4, 1889      | 4. marts 1893      |
| 25 | William McKinley (1843–1901)     |                 | 4. marts 1897      | 14. september 1901 |
| 26 | Theodore Roosevelt (1858–1919)   |                 | 14. september1901  | 4. marts 1909      |
| 27 | William Howard Taft (1857–1930)  |                 | 4. marts 1909      | 4. marts 1913      |
| 29 | Warren G. Harding (1865–1923)    |                 | 4. marts 1921      | 2. august 1923     |
| 30 | Calvin Coolidge (1872–1933)      |                 | 2. august 1923     | 4. marts 1929      |
| 31 | Herbert Hoover (1874–1964)       |                 | 4. marts 1929      | 4. marts 1933      |
| 34 | Dwight D. Eisenhower (1890–1969) |                 | 20. januar 1953    | 20. januar 1961    |
| 37 | Richard Nixon (1913–1994)        |                 | 20. januar 1969    | 9. august 1974     |
| 38 | Gerald Ford (1913–2006)          |                 | 9. august 1974     | 20. januar 1977    |
| 40 | Ronald Reagan (1911–2004)        |                 | 20. januar 1981    | 20. januar 1989    |
| 41 | George H. W. Bush (1924–2018)    |                 | 20. januar 1989    | 20. januar 1993    |
| 43 | George W. Bush (født 1946)       |                 | 20. januar 2001    | 20. januar 2009    |
| 45 | Donald Trump (født 1946)         |                 | 20. januar 2017    | 20. januar 2021    |
| 47 | Donald Trump (født 1946)         | 20. januar 2025 | nuværende          |                    |

## Nuværende højesteretsdommere udpeget af republikanske præsidenter
Fra 2022 er seks af de ni pladser besat af dommere udpeget af republikanske præsidenter: George H. W. Bush, George W. Bush og Donald Trump.
| Dommer / fødselsdag og -sted | Dommer / fødselsdag og -sted                                          | Udpeget af    | Stemmer i Senatet | Alder | Alder     | Tiltræden / år i embedet | Alma Mater                    | Tidligere embede (umiddelbart forinden udpegningen)                                        | Efterfulgte |
| Dommer / fødselsdag og -sted | Dommer / fødselsdag og -sted                                          | Udpeget af    | Stemmer i Senatet | Start | Nuværende | Tiltræden / år i embedet | Alma Mater                    | Tidligere embede (umiddelbart forinden udpegningen)                                        | Efterfulgte |
| ---------------------------- | --------------------------------------------------------------------- | ------------- | ----------------- | ----- | --------- | ------------------------ | ----------------------------- | ------------------------------------------------------------------------------------------ | ----------- |
| 07                           | (Højesteretspræsident) John Roberts 27. januar 1955 Buffalo, New York | G. W. Bush    | 78–22             | 50    | 70        | 29. september 2005 19    | Harvard University (JD)       | Dommer ved United States Court of Appeals for the District of Columbia Circuit (2003–2005) | Rehnquist   |
| 09                           | Clarence Thomas 23. juni 1948 Pin Point, Georgia                      | G. H. W. Bush | 52–48             | 43    | 77        | 23. oktober 1991 33      | Yale University (JD)          | Dommer ved United States Court of Appeals for the District of Columbia Circuit (1990–1991) | Marshall    |
| 01                           | Samuel Alito 1. april 1950 Trenton, New Jersey                        | G. W. Bush    | 58–42             | 55    | 75        | 31. januar 2006 19       | Yale University (JD)          | Dommer ved United States Court of Appeals for the Third Circuit (1990–2006)                | O'Connor    |
| 04                           | Neil Gorsuch 29. august 1967 Denver, Colorado                         | Trump         | 54–45             | 49    | 57        | 10. april 2017 8         | Harvard University (JD)       | Dommer ved United States Court of Appeals for the Tenth Circuit (2006–2017)                | Scalia      |
| 06                           | Brett Kavanaugh 12. februar 1965 Washington, D.C.                     | Trump         | 50–48             | 53    | 60        | 6. oktober 2018 6        | Yale University (JD)          | Dommer ved United States Court of Appeals for the District of Columbia Circuit (2006–2018) | Kennedy     |
| 02                           | Amy Coney Barrett 28. januar 1972 New Orleans, Louisiana              | Trump         | 52–48             | 48    | 53        | 27. oktober 2020 4       | University of Notre Dame (JD) | Dommer ved United States Court of Appeals for the Seventh Circuit (2017–2020)              | Ginsburg    |

## Farven rød
I Amerikas Forenede Stater bliver de venstreorienterede, Demokraterne, bekendt med farven blå og de højreorienterede, Republikanerne, med farven rød. Men i Europæisk forstand anses socialisme, samt andre venstreorienterede ideologier, for farven rød, hvorimod liberalisme og konservatisme og andre højreorienterede ideologier anses for farven blå. Men under det amerikanske præsidentvalg i 1976 mellem demokraten, Jimmy Carter og republikaneren, Gerald Ford, fremstillede NBC, med det nye farve-tv, der kunne blive sendt, Jimmy Carter med farven rød og Gerald Ford med farven blå pga. farveskemaet man brugte i Storbritanniens politiske system, hvor de venstreorienterede er røde og de højreorienterede er blå. Men samtidig varierede forskellige farveskemaer hos forskellige nyhedsstationer i USA bl.a. pga. ideologiske og æstetiske grunde. Men under præsidentvalget i 2000 mellem demokraten Al Gore og republikaneren George W. Bush, der senere blev Amerikas 43. præsident efter en længere genoptællingen, begyndte bl.a. New York Times og USA Today, at benytte farven blå til demokraterne og farven rød til republikanerne, når de udgav deres kort over valgmandskollegiet. New York Times brugte farven rød til republikanerne, fordi "rød begynder med r, republikaner begynder med r, det var en mere naturlig association.", sagde den ledende grafikredaktør Archie Tse. Lige siden præsidentvalget i 2000 har farven blå uofficielt holdt sig til demokraterne og farven rød til republikanerne.

## Eksterne links
- Det Republikanske Partis officielle hjemmeside

- Wikimedia Commons har flere filer relateret til Republikanske parti (USA)

38°53′07″N 77°00′20″V / 38.8854°N 77.0056°V